# Songnae (métro de Séoul)
Songnae (hangeul : 송내 ; hanja : 松內) est une station de passage de la ligne 1 du métro de Séoul. Elle est située 43 Songnaedaero, dans le quartier Songnae-dong de l'arrondissement Sosa-gu de la ville de Bucheon, incluse dans la province de Gyeonggi, à l'ouest de Séoul, en Corée du Sud.
Ouverte en 1974, elle est desservie par les rames des services omnibus et express de la ligne 1.

## Situation sur le réseau

Plan du réseau (2023)

Établie en aérien Songnae est une station de passage de la ligne 1 du métro de Séoul : elle est située entre la station Jung-dong, en direction du terminus nord-est Yeoncheon, et la station Bugae, en direction du terminus ouest Incheon,.

## Histoire
Construite en 1973, la station Songnae est mise en service le 15 août 1974 sur la section dite ligne Gyeongin (ko) de la nouvelle ligne 1 du métro de Séoul,,.

## Services aux voyageurs

### Accès et accueil
La station est située au 43 Songnaedaero, dans le quartier Songnae-dong. Elle dispose de trois bouches numérotées de 1 à 3.

### Desserte
Songnae, est desservie par les rames de services omnibus et express de la ligne.

Installations
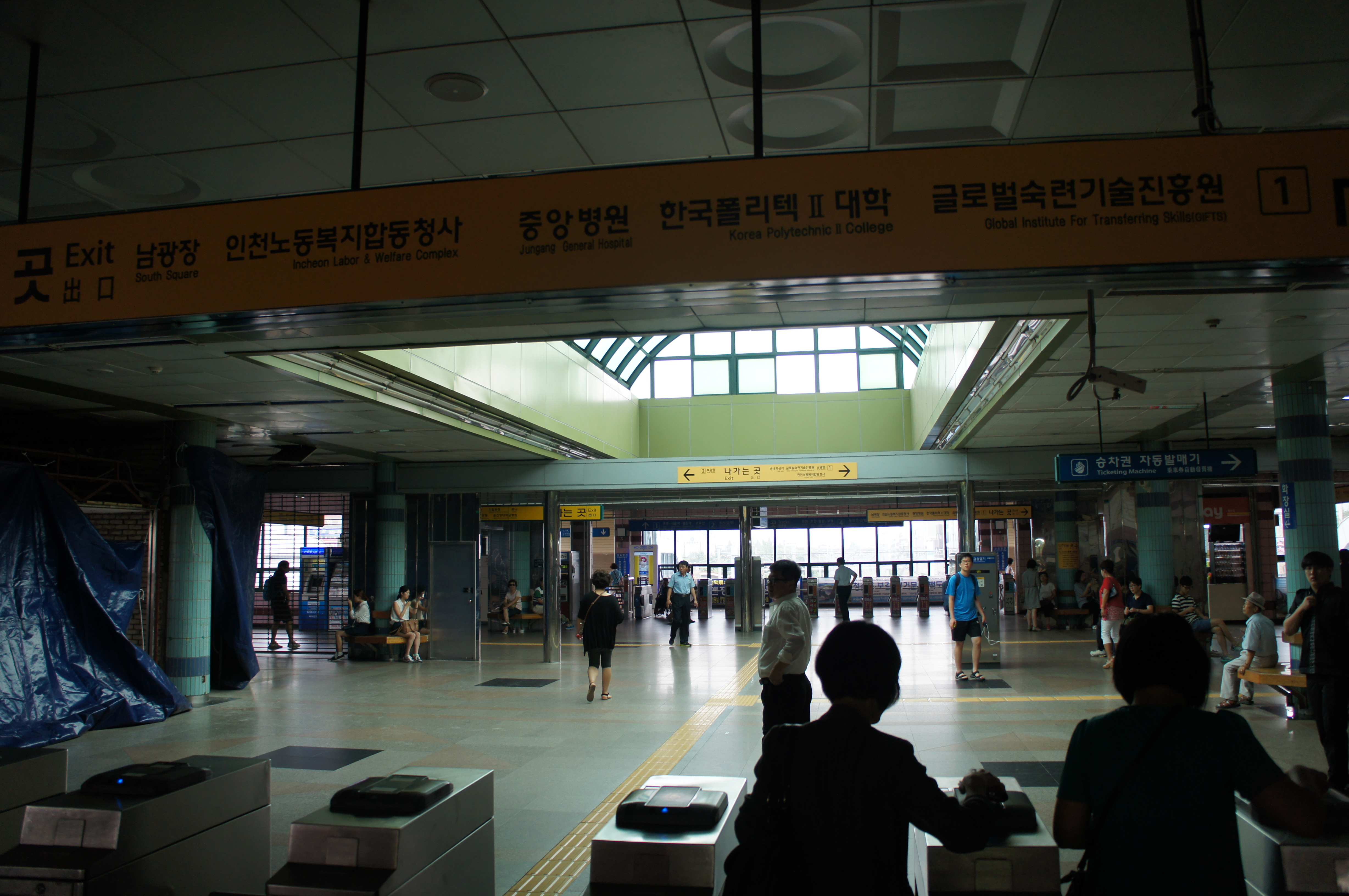
En 2014.
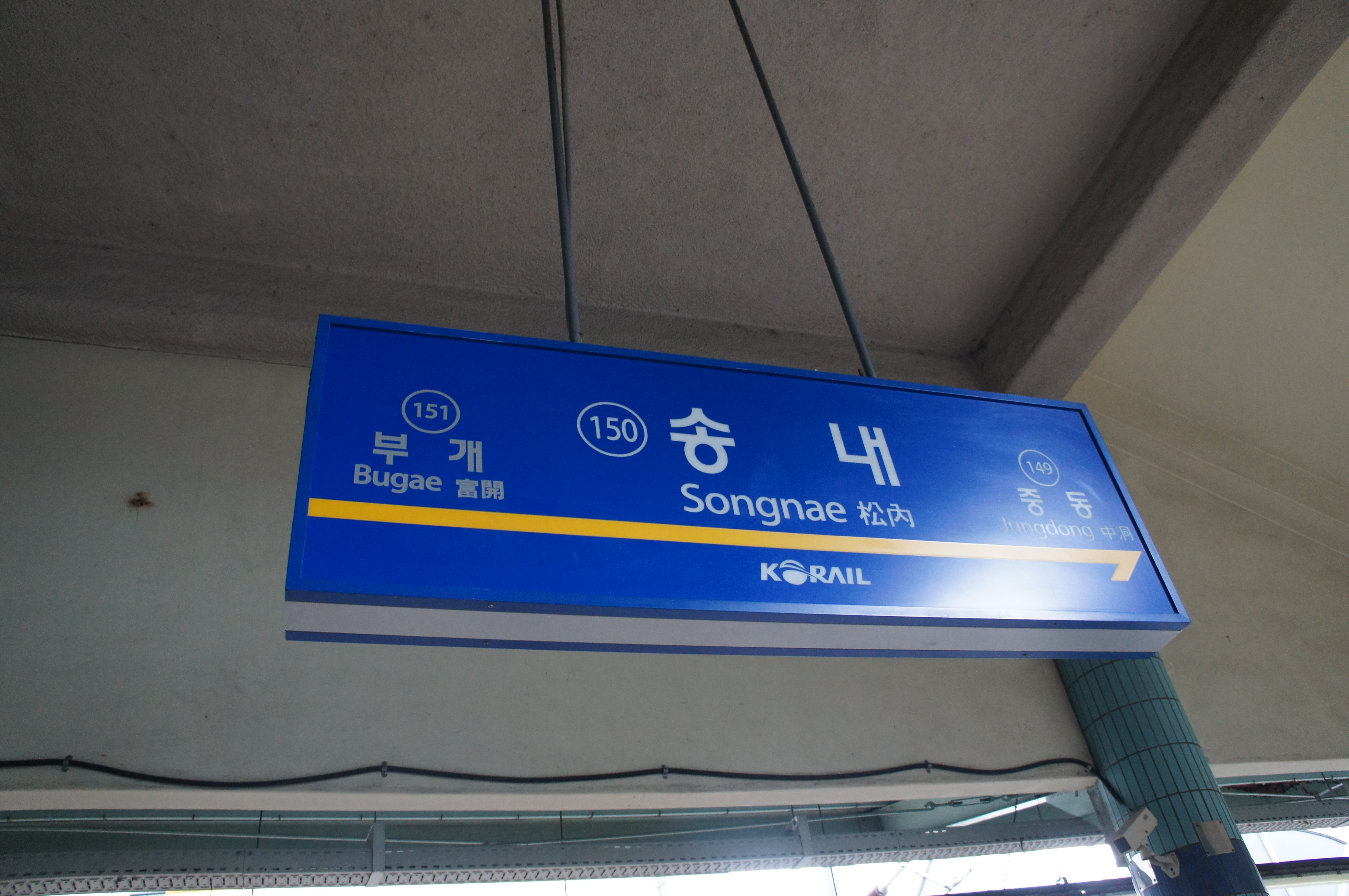
En 2014
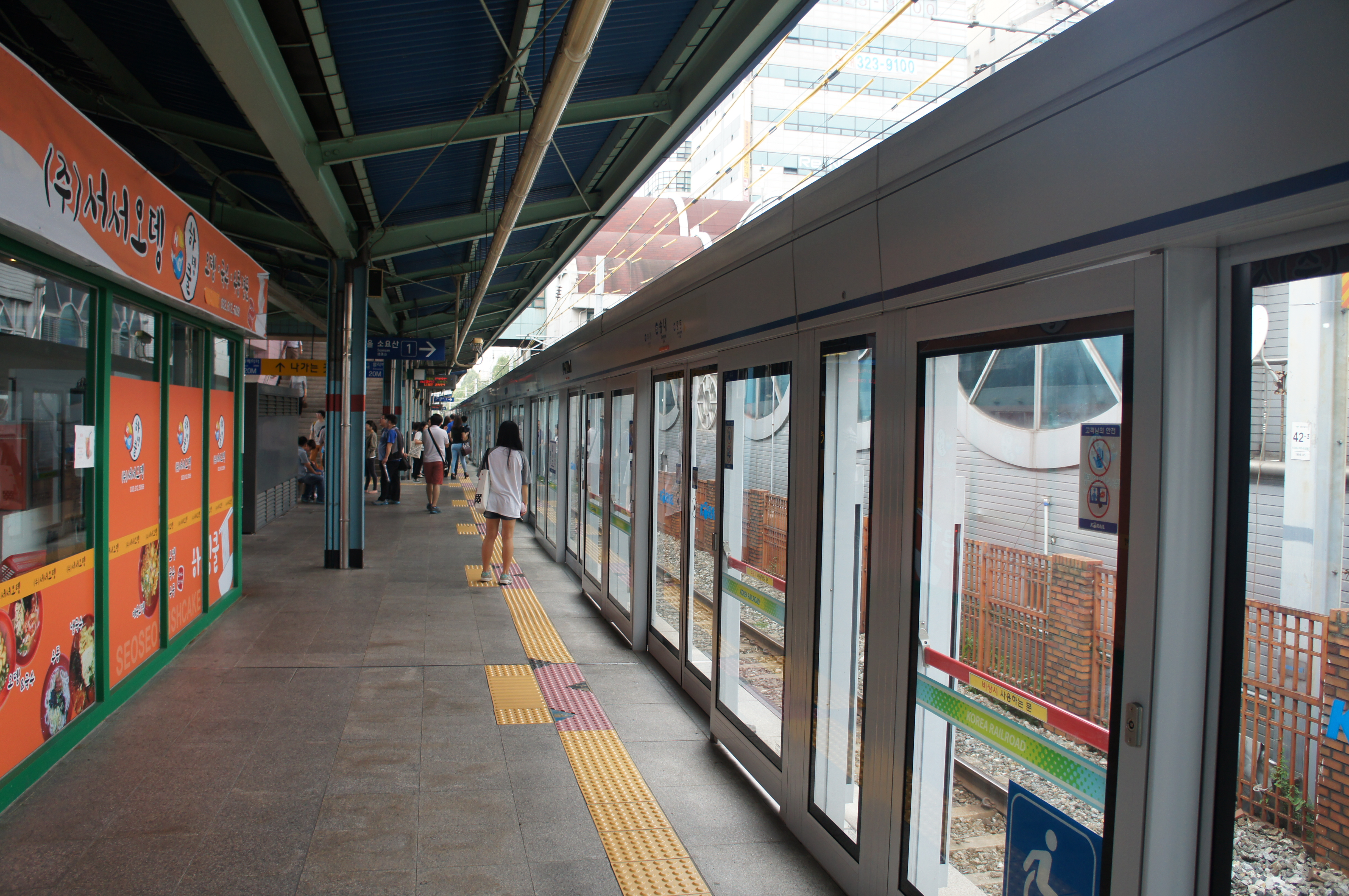
En 2014.

### Intermodalité
Des arrêts de bus sont situés à proximité.

## À proximité
Elle dessert notamment : le Parc central de Bucheon et le Parc du lac Sangdong.